# Anima Sola
Według tradycji Kościoła rzymskokatolickiego, Anima Sola (pl. Samotna Dusza) to obrazek przedstawiający duszę w czyśćcu, popularne głównie w Ameryce Łacińskiej, jak również w Andaluzji, Neapolu oraz Palermo.

## Krótka historia
Uczeni aż do tej pory nie przedstawili historii Anima Sola. Praktyka modlitwy za dusze cierpiące w czyśćcu rozciąga się co najmniej tak daleko, jak Sobór Trydencki, w którym ustalono, co następuje:
"Ponieważ Kościół katolicki pouczony przez Ducha Świętego, na podstawie Pisma św. i starożytnej Tradycji Ojców, na świętych Soborach, a ostatnio na tym ekumenicznym Soborze podał naukę, że istnieje czyściec, a dusze tam zatrzymane są wspomagane wstawiennictwem wiernych, zwłaszcza miłą [Bogu] Ofiarą Ołtarza – święty Sobór nakazuje biskupom pilnie starać się, ażeby w zdrową naukę o czyśćcu przekazaną przez świętych Ojców i święte Sobory wierni wierzyli, by jej przestrzegano, nauczano i ją wszędzie głoszono. Zagadnienia dla prostego ludu trudniejsze i subtelniejsze, które nie służą „zbudowaniu" [por. 1 Tm 1,4] i z których najczęściej nie ma żadnego pożytku dla pobożności – z kazań ludowych powinny być wyłączone. Niech nie pozwalają rozszerzać i zajmować się zagadnieniami niepewnymi lub mającymi pozór fałszu. Niech zabronią jako zgorszenia i obrazy dla wiernych tego, co budzi tylko pewną ciekawość lub zabobonność albo trąci brzydką chciwością".

## Różne interpretacje
Anima Sola reprezentować ma duszę cierpiącą w czyśćcu. Podczas gdy w wielu przypadkach chromolitografie przedstawiają kobiecą duszę, różne postaci takie jak papieże i inni ludzie są przedstawiani w chromolitografiach, rzeźbach i obrazach. W najbardziej znanym obrazku, ukazana kobieta zrywa się z łańcuchów w otoczonym płomieniami lochu, który reprezentuje czyściec. Wydaje się nabożna i skruszona, a jej zerwane łańcuchy świadczą o tym, iż po okresie cierpienia gotowa jest aby iść do nieba.
Modlitwa do Anima Sola, w przeciwieństwie do bardziej rozpowszechnionego kultu świętych, jest tradycją odmienną na wiele sposobów. W zastępstwie modlitwy do świętego, który zwraca się do Boga, Anima Sola reprezentuje dusze w czyśćcu, które potrzebują pomocy zarówno żywych, jak i boskich, aby złagodzić swoje cierpienia w życiu pozagrobowym.
Anima Sola powszechna jest w całym świecie katolickim, choć najprawdopodobniej najsilniejsza w Neapolu, gdzie określana jest "kultem dusz w czyśćcu". Według jednego ze źródeł, Anima Sola jest „przekonaniem wciąż głęboko zakorzenionym wśród rolników Ameryki Łacińskiej". Kult datuje się od pierwszych kolonizatorów, którzy przynieśli obraz duszy pod postacią kobiety cierpiącej w czyśćcu.

## Legenda
Legenda głosi, iż Celestina Abdégano, młoda kobieta należąca do pobożnych kobiet w Jerozolimie, która miała za zadanie pomagać skazańcom, została wyznaczona do wspinaczki na Golgotę z dzbanem wody, aby napoić męczenników skazanych na śmierć. Napoiła ona Dymasa i Gesta - dwóch złodziei, którzy towarzyszyli Jezusowi podczas ukrzyżowania. Mimo swojego zadania, ze strachu przed represjami Żydów, nie chciała dać Jezusowi wody, dlatego została skazana na cierpienie pragnienia i ciągłego gorąca płomieni czyśćca.